# Pleurothallis scoparum
Pleurothallis scoparum är en orkidéart som beskrevs av Heinrich Gustav Reichenbach. Pleurothallis scoparum ingår i släktet Pleurothallis och familjen orkidéer.
Artens utbredningsområde är Ecuador. Inga underarter finns listade i Catalogue of Life.